# Reißenbach
Der Reißenbach ist ein 2,3 km langer Bach am Albtrauf, der in Lichtenstein im Landkreis Reutlingen in Baden-Württemberg von links in den Neckar-Zufluss Echaz mündet.

## Geographie

### Reißenbachquelle

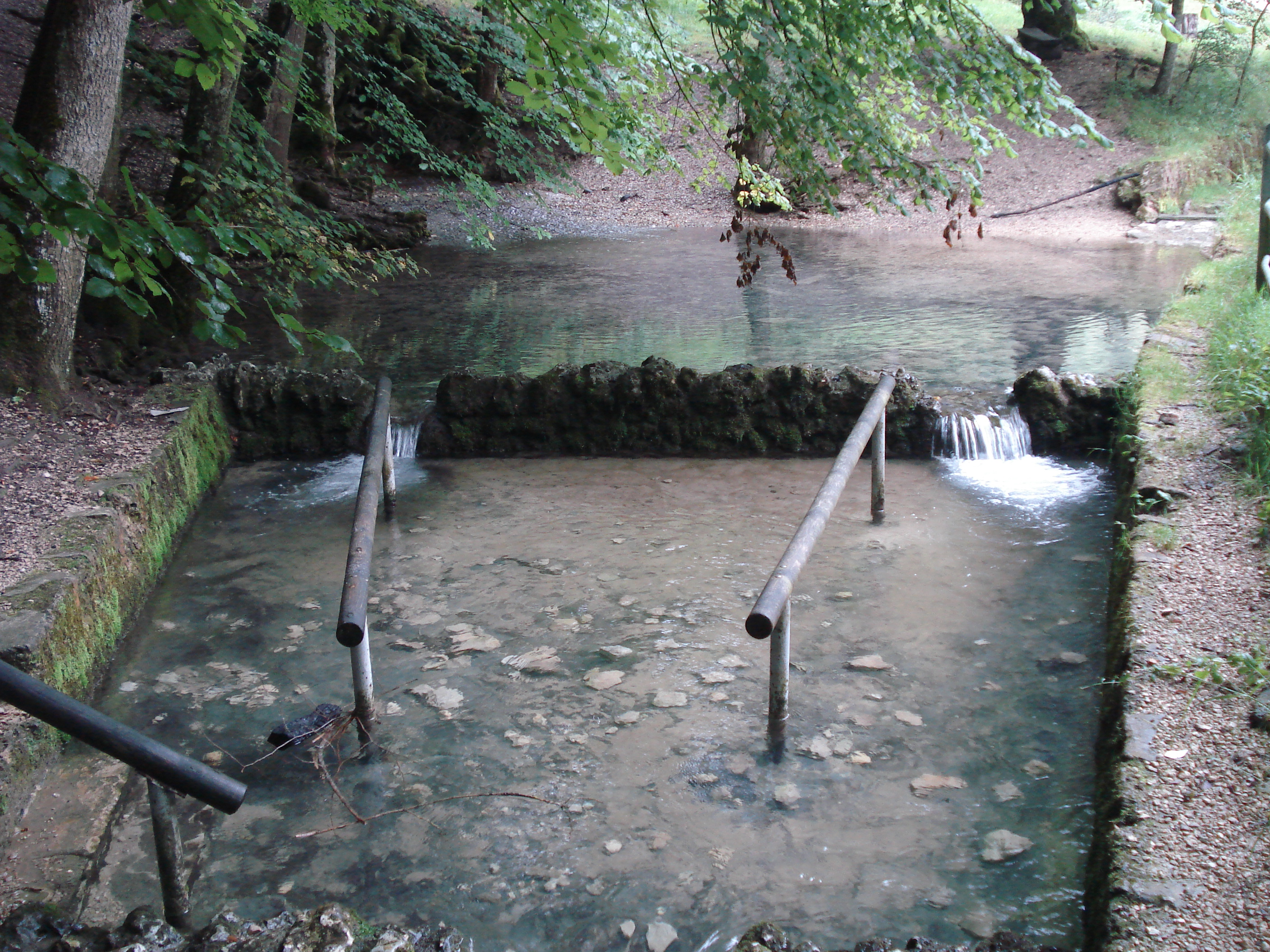
Das Quellbecken der Reißenbachquelle

Die Reißenbachquelle liegt südwestlich des Lichtensteiner Ortsteils Unterhausen am Talende zu Füßen der Nebelhöhle im beginnenden Hangwald. Sie ist eine Karstquelle mit zwei Austrittsstellen unter einer freiliegenden Baumwurzel. Ihre Schüttung ist stark vom Niederschlag abhängig, im Mittel fließen 43 l/s ab, maximal 100 l/s. Das Quellwasser aus dem seichten Karst speist zunächst ein Staubecken, in dem die Besucher kneippen können. Im Tal oberhalb der Quelle liegen zahlreiche Hungerbrunnen.

### Verlauf
Der Reißenbach läuft nordöstlich und nimmt etwa halben Wegs von links den 1,6 km langen Bach aus dem Kienloch auf; schon zuvor begleitet ihn ein ausgebauter Feldweg. In niederschlagsarmen Zeiten versickert der Reißenbach in der Talfüllung, noch bevor er den Ortsrand von Lichtenstein erreicht, das er sonst verrohrt durchzieht. Im Ort mündet er am Ende der nach ihm benannten Straße von links und Westen in die Echaz.

### Einzugsgebiet
Das oberirdische Einzugsgebiet umfasst 5,0 km², es grenzt fast reihum an das der aufnehmenden Echaz selbst oder – im Nordwesten  – an das von deren Zufluss Eierbach. Nur im Westen konkurriert jenseits eines sehr kurzen Stücks der Wasserscheide der Bach Ramstel, der in fremdem Flusssystem über die Wiesaz zum Neckar entwässert.